# Белый Ильмень
Белый Ильмень — посёлок в Красноярском районе Астраханской области России. Входит в состав Красноярского сельсовета, до 2015 года — в Забузанский сельсовет. Часть Астраханской агломерации, её дорожной сети и рекреационной зоны. Проходит федеральная автотрасса 12А-235. Постоянно проживающее население — 86 человек (2010).

## История
4 сентября 2015 года посёлок Белый Ильмень, вместе с остальными селениями Забузанского сельсовета, вошёл в состав Красноярского сельсовета, согласно Законe Астраханской области от 4 сентября 2015 года № 57/2015-ОЗ.

## География
Посёлок находится в юго-восточной части Астраханской области, в дельты реки Волги, на левом берегу её протоки — реки Белый Ильмень, вблизи ерика Армянка.
Административно в подчинении посёлка территории СНТ (дачных посёлков): Белый Ильмень-2, Буровик, Грань, Тюльпан, Чайка.
Уличная сеть состоит из двух географических объектов: ул. Береговая и ул. Мусабаева.
Климат
Умеренный, резко континентальный. Характеризуется высокими температурами летом и низкими — зимой, малым количеством осадков, а также большими годовыми и летними суточными амплитудами температуры воздуха.

## Население
| 2002 | 2010 |
| ---- | ---- |
| 92   | ↘86  |

Национальный и гендерный состав
По данным Всероссийской переписи, в 2010 году численность населения посёлка составляла 86 человек (49 мужчин и 37 женщин, 57,0 и 43,0 %% соответственно).
Согласно результатам переписи 2002 года, в национальной структуре населения посёлка казахи составляли 61 %, русские 32 % от общей численности населения в 92 жителя.

## Транспорт
Проходит федеральная автотрасса12А-235 Астрахань — граница с Республикой Казахстан. Остановка общественного транспорта «Белый Ильмень».